# 696
696 (DCXCVI) var ett skottår som började en lördag i den julianska kalendern.

## Födda
- Vijayaditya, kung av Chalukyadynastin.

## Avlidna
- Prins Takechi av Japan
- Domnall Donn, Kung av Dál Riata
- Taran, piktisk kung